# Jože Mehle
Jože Mehle (* 8. Mai 1980 in Ljubljana) ist ein slowenischer Biathlet und früherer Skilangläufer.
Jože Mehle lebt in Sentvid und startet für den SK Brdo. Seine ersten internationalen Rennen bestritt er im November 1998 in Tauplitzalm im Rahmen von FIS-Rennen. Im Februar 1999 trat er in Saalfelden bei seiner ersten Junioren-WM an und wurde 21. über 10 und 22. über 20 Kilometer. Kurz danach erreichte er in Pokljuka bei einem 15-Kilometer-Continental-Cup-Rennen als Viertplatzierter eine erste sehr gute Platzierung. 2000 startete der Slowene in Štrbské Pleso erneut bei der Junioren-WM, bestes Resultat war Platz 14 über 10 Kilometer. Gegen Ende der Saison debütierte Mehle in Lahti im Skilanglauf-Weltcup und wurde 80. des Sprints. Bestes Resultat bei der Winter-Universiade 2001 in Zakopane wurde ein achter Platz über 30 Kilometer, danach lief er in einem 30-Kilometer-Continental-Cup-Rennen als Zweitplatzierter hinter Christophe Perrillat erstmals auf das Podium. Im Januar 2002 gewann Mehle in Tarvisio jeweils ein FIS-Rennen über 10 und 15 Kilometer. Bis 2006 trat er weiterhin vor allem in FIS-Rennen (von denen er drei gewann) und Continental-Cup-Rennen, später im Alpencup an. Insgesamt 24 Mal bestritt er Rennen im Weltcup, konnte jedoch in Einzelrennen nie Punkte gewinnen. 2004 und 2005 konnte er zum Saisonauftakt in Düsseldorf im Teamsprint mit Nejc Brodar 14. und 15. werden, was als beste Resultate im Weltcup zu werten ist. Höhepunkt in Mehles Langlauf-Karriere war die Teilnahme an den Olympischen Winterspielen 2006 von Turin, wo der Slowene in fünf Rennen eingesetzt wurde. In der Verfolgung erreichte er den 55., mit der Staffel den 16., im 15-Kilometer-Rennen den 59., im Sprint den 56. und im 50-Kilometer-Rennen den 55. Platz.
Nach den Olympischen Spielen wechselte Mehle vom Langlauf zum Biathlon. Dort startet er seit 2007 in internationalen Rennen. Sein erstes Rennen, ein Einzel, bestritt er in Obertilliach und wurde dort 70. Höhepunkt der ersten Saison wurde die Teilnahme an den Biathlon-Europameisterschaften 2008 in Nové Město na Moravě. Bei den kontinentalen Titelkämpfen in Tschechien belegte der Slowene im Einzel wie auch im Sprint die Ränge 65. Nach der EM gewann er in Cesana San Sicario als Sprint-29. und in Valromey als Sprint-24. erste Europacup-Punkte. Bestes Resultat bei den Weltmeisterschaften im Sommerbiathlon 2008 in der Haute-Maurienne wurde Platz 18 im Sprint der Skiroller-Wettbewerbe. Seit der Saison 2008/09 nimmt Mehle regelmäßig am Biathlon-Weltcup teil. Zum Saisonauftakt wurde er im Einzel von Östersund in seinem ersten Weltcup-Rennen 74. In Hochfilzen wurde er wenig später 71. des Einzels, es ist Mehles bestes Resultat bisher. Mit der Staffel verpasste er in Oberhof als Elftplatzierter eine erste Top-Ten-Platzierung. Saisonhöhepunkt wurde die Teilnahme an den Biathlon-Weltmeisterschaften 2009 in Pyeongchang, wo der Slowene 76. im Einzel wurde.

## Weltcupstatistik
Die Tabelle zeigt alle Platzierungen (je nach Austragungsjahr einschließlich Olympische Spiele und Weltmeisterschaften).
- 1.–3. Platz: Anzahl der Podiumsplatzierungen
- Top 10: Anzahl der Platzierungen unter den ersten zehn (einschließlich Podium)
- Punkteränge: Anzahl der Platzierungen innerhalb der Punkteränge (einschließlich Podium und Top 10)
- Starts: Anzahl gelaufener Rennen in der jeweiligen Disziplin

| Platzierung                      | Einzel | Sprint | Verfolgung | Massenstart | Staffel | Gesamt |
| -------------------------------- | ------ | ------ | ---------- | ----------- | ------- | ------ |
| 1. Platz                         |        |        |            |             |         |        |
| 2. Platz                         |        |        |            |             |         |        |
| 3. Platz                         |        |        |            |             |         |        |
| Top 10                           |        |        |            |             |         |        |
| Punkteränge                      |        |        |            |             | 1       | 1      |
| Starts                           | 3      | 4      |            |             | 1       | 8      |
| Stand: nach der Saison 2009/2010 |        |        |            |             |         |        |